# Roy Lewis Taylor
Roy Lewis Taylor ( 12 de abril de 1932 - ) es un botánico canadiense -estadounidense. Trabajó y también accedió a director del Jardín botánico de la Universidad de Columbia Británica.

## Algunas publicaciones
- 1971. The Flora North America project. 3 pp.

### Libros
- roy l. Taylor, kenneth Wilson, sylvia Taylor. 1977. UBC Botanical Garden plant labelling system. N.º 3 de Technical bulletin. Ed. Botanical Garden, University of British Columbia. 20 pp.

- -----------------, stephen Sziklai, annie l. Cheng. 1973. UBC Botanical Garden Accession System (BGAS). N.º 2 de Technical bulletin. Ed. Botanical Garden, University of British Columbia. 47 pp.

- james a. Calder, roy l. Taylor, gerald a. Mulligan. 1968. Flora of the Queen Charlotte Islands: Cytological aspects of the vascular plants. N.º 4 de Monograph, Volumen 2 de Flora of the Queen Charlotte Islands. Ed. Queen's Printer. 143 pp.

- -----------------, -----------------, -----------------. 1968. Flora of the Queen Charlotte Islands. Ed. Research Branch, Canada Department of Agr. 807 pp.

- -----------------, -----------------. 1968. Systematics of the vascular plants. Volumen 1 y 4 de Monograph. Ed. Canada Department of Agriculture. 659 pp.

- roy lewis Taylor, ralph antony Ludwig. 1966. The Evolution of Canada's flora: commemorating the founding meeting of The Canadian Botanical Association/L'Association Botanique du Canada, held at Carleton University, Ottawa, May 1965. Ed. University of Toronto Press. 137 pp.

- 1965. The genus Lithophragma (Saxifragaceae). Volúmenes 37-39, y volumen 37 de University of California publications in botany. Ed. University of California Press. 122 pp. ISBN 0520090098

- 1962. Variation and evolution in the genus Lithophragma. Ed. University of California, Berkeley. 436 pp.

- La abreviatura «Roy L.Taylor» se emplea para indicar a Roy Lewis Taylor como autoridad en la descripción y clasificación científica de los vegetales.[1]